# Idaea bigladiata
Idaea bigladiata là một loài bướm đêm trong họ Geometridae.